# Sojuz MS-08
Sojuz MS-08 è stato un volo astronautico verso la Stazione Spaziale Internazionale (ISS) e parte del programma Sojuz, ed è stato il 137° volo con equipaggio della navetta Sojuz dal primo volo avvenuto nel 1967. L'equipaggio è partito il 21 marzo 2018 dal Cosmodromo di Bayqoñyr per prender parte ad una missione di sei mesi durante le Expedition 55/56.
La MS-08 è rientrata sulla Terra con il suo equipaggio il 4 ottobre 2018.

## Equipaggio
| Ruolo               | Equipaggio                                          | Equipaggio                                          |
| ------------------- | --------------------------------------------------- | --------------------------------------------------- |
| Comandante          | Oleg Artem'ev, Roscosmos Expedition 55 Secondo volo | Oleg Artem'ev, Roscosmos Expedition 55 Secondo volo |
| Ingegnere di volo 1 | Andrew Feustel, NASA Expedition 55 Terzo volo       | Andrew Feustel, NASA Expedition 55 Terzo volo       |
| Ingegnere di volo 1 | Richard Arnold, NASA Expedition 55 Secondo volo     | Richard Arnold, NASA Expedition 55 Secondo volo     |

## Equipaggio di riserva
| Ruolo               | Equipaggio                               | Equipaggio                               |
| ------------------- | ---------------------------------------- | ---------------------------------------- |
| Comandante          | Aleksej Ovčinin, Roscosmos Expedition 55 | Aleksej Ovčinin, Roscosmos Expedition 55 |
| Ingegnere di volo 1 | Tyler Hague, NASA Expedition 55          | Tyler Hague, NASA Expedition 55          |